# Brande (formation végétale)
Pour les articles homonymes, voir Brande.

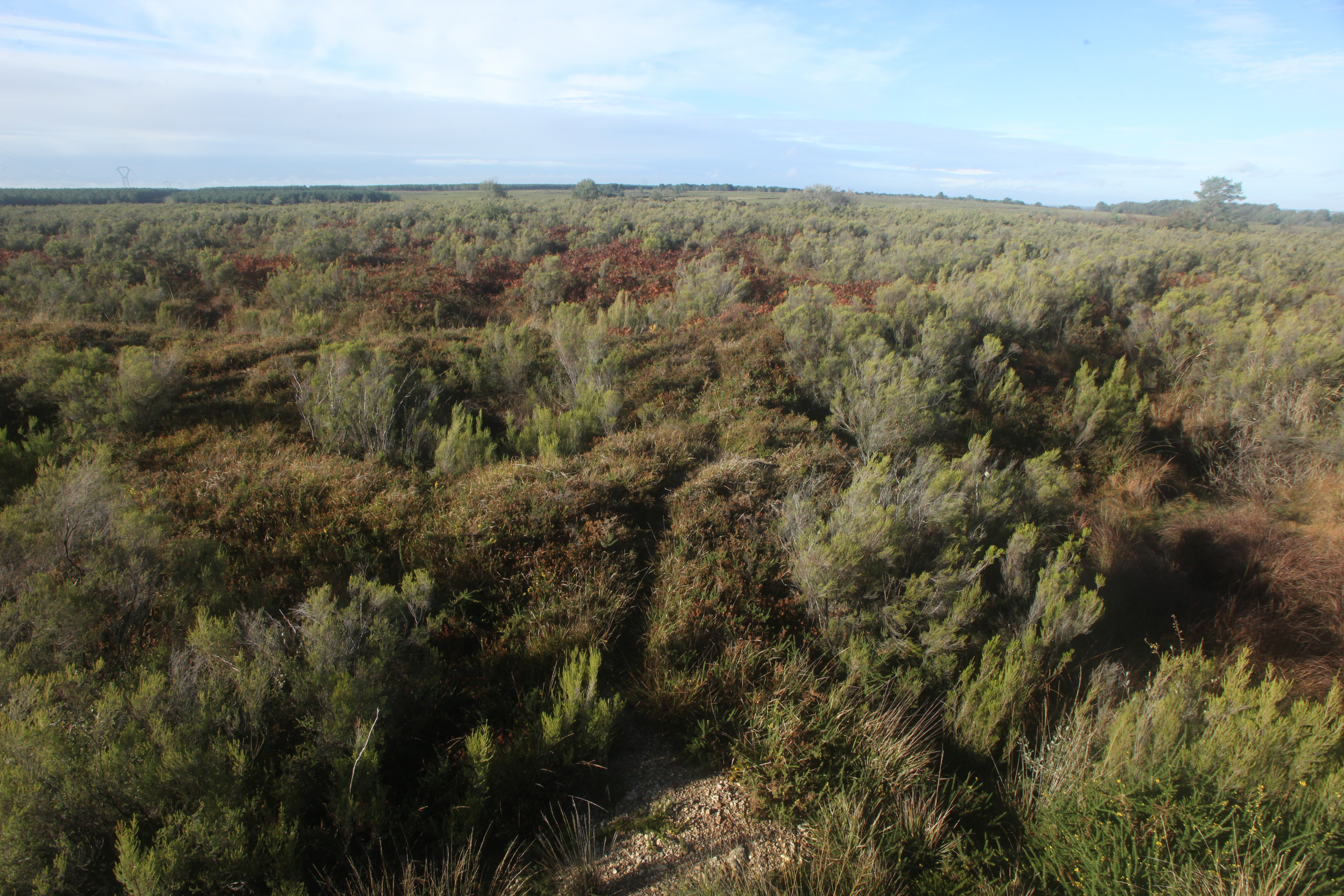
Un paysage de brande dans la Réserve naturelle nationale du Pinail.

Une brande est une formation végétale de type lande. Elle est issue d'une déforestation ancienne entretenue par un cycle de brûlis, pâturage et exploitation qui s'est perpétré pendant plusieurs siècles. 
La brande forme un paysage ouvert et plat avec des arbrisseaux et sous-arbrisseaux. Il y pousse principalement différentes essences de la famille des Éricacées, dont la Bruyère à balai (Erica scoparia) aussi appelée Brande.
C'est un type d'habitat typique du Poitou qui a néanmoins régressé à partir du XIXe siècle avec l'expansion agricole, la sylviculture et le reboisement spontané. Son équivalent britannique est le moorland.

## Étymologie
Brande vient du latin médiéval branda qui signifie bruyère et son dérivé brandey qui désigne un champ de bruyère. L'ancien français brander signifie flamboyer ou s'embraser, en référence au fait que les brandes sont facilement inflammables et qu'au Moyen-Âge les champs étaient brûlés pour être fertilisés. Ce sens est à rapprocher du latin médiéval brandarium qui désigne « un champ destiné à être essarté par le feu », et de l'ancien français brandon, pour une torche ou un débris végétal enflammé,.

## Écologie

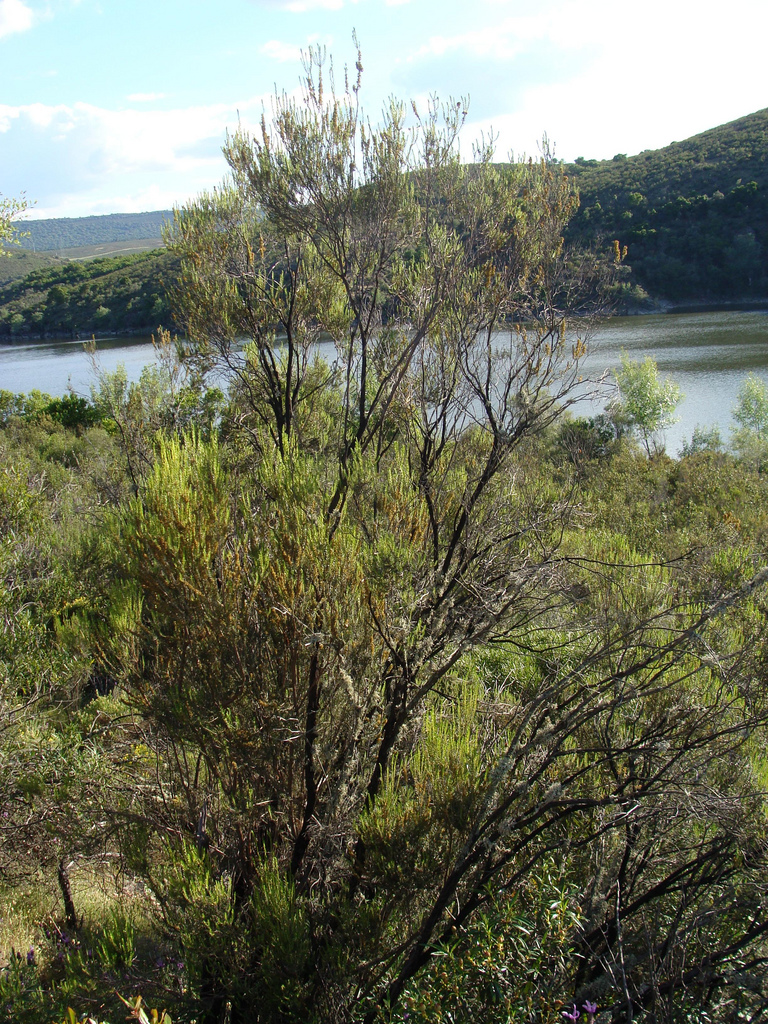
Un buisson de Bruyère à balai (Erica scoparia), aussi appelée Brande.

Dans le Poitou, les brandes sont un habitat de type lande mésophile formé sur un sol pauvre, acide et très sec. Il y pousse majoritairement des arbrisseaux et des sous-arbrisseaux persistants de la famille des Éricacées, principalement la Bruyère à balai (Erica scoparia) aussi appelée Brande ou Brande-à-balai, la Bruyère à quatre angles (Erica tetralix) et la Bruyère cendrée (Erica cinerea). D'autres essences fréquentes sont la Molinie (Molinia caerulea), l'Ajonc d'Europe (Ulex europaeus), l'Ajonc nain ou Bruyère jaune (Ulex minor) et la Callune (Calluna vulgaris),. Quelques arbres peuvent y pousser,. 
Ces brandes sont probablement apparues à la suite d'une surexploitation excessive de forêts existantes pour le bois de chauffage ou le bois d’œuvre, puis le pâturage et les incendies volontaires ont entretenu un terrain ouvert. Elles peuvent s'inscrire dans une mosaïque d'habitats variés : mares, étangs, prairies bocagères, bois et cultures. Même si elle semble définitive, la brande ne subsiste que grâce au feu et au pâturage qui empêchent le reboisement spontané. En l'absence d'entretien, elle évolue en fourré puis en forêt,.
L'équivalent de la brande dans les Îles britanniques est le moorland ou moor, un habitat ouvert dominé par la bruyère et qui nécessite d'être entretenu par une gestion humaine, contrairement aux landes d'altitude qui s'entretiennent naturellement. 

## Dans le Poitou

### Historique

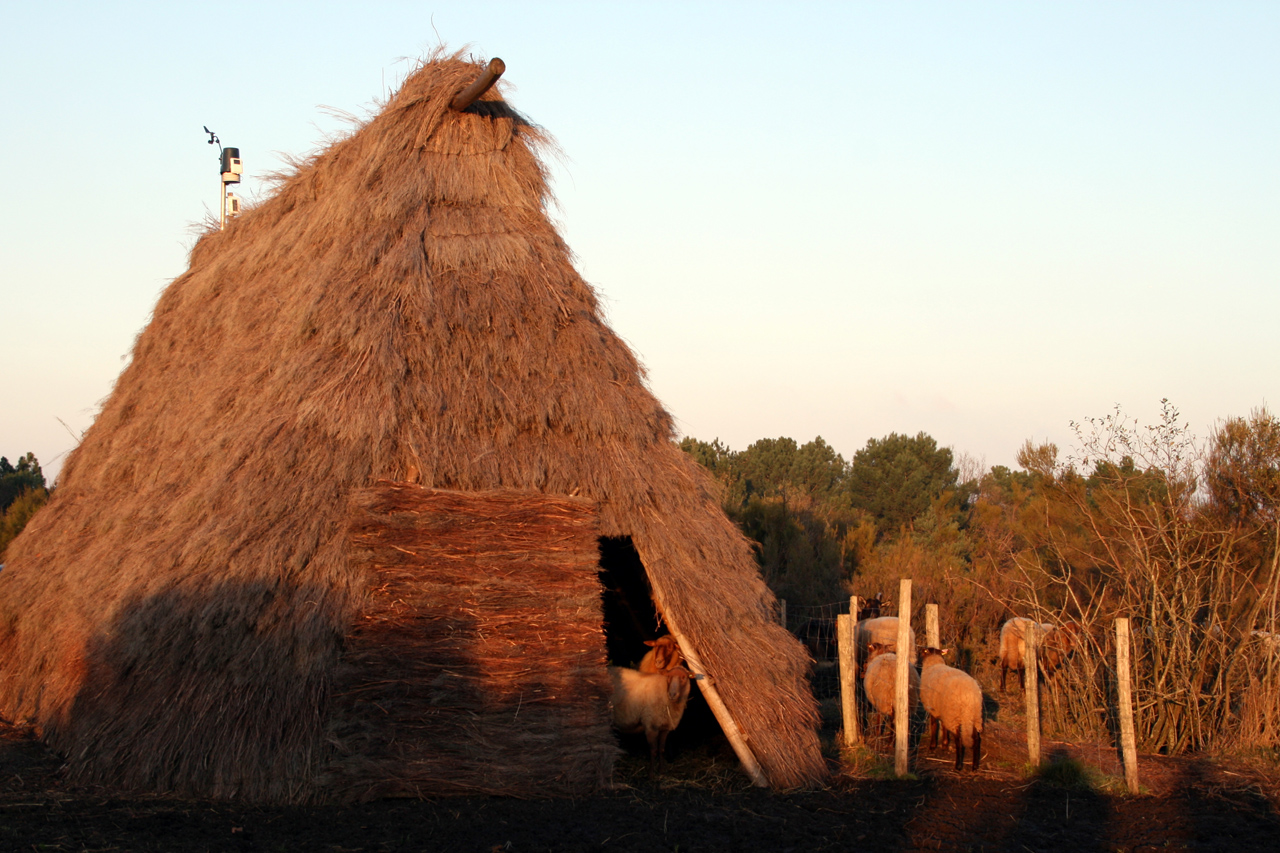
La végétation de la brande était auparavant exploitée pour servir de matériaux, notamment pour fabriquer des abris, ici une bergerie.

La brande est emblématique du Poitou. C'est un paysage plat et inculte volontairement déboisé pendant plusieurs siècles, grâce au brûlis, au pâturage et à la fauche. 
Au Moyen-Âge, la brande est entretenue par brûlis suivi d'un pâturage pendant deux ou trois ans, puis sa végétation est exploitée pendant quinze à vingt pour concevoir des toitures, des drains semi-enterrés, des haies de contention, des litières pour le bétail ou servir de combustible pour les fours à pain,. Ce cycle de brûlis, pâturage et coupe a été répété pendant plusieurs siècles. Au XIXe siècle, la surface des brandes diminue au profit des surfaces cultivables et de l'élevage ovin.
Peu habitée, la brande est jusqu'au début du XXe siècle synonyme de pauvreté et de danger pour les habitants des hameaux isolés qui s'y trouvent, car la culture y est difficile et la présence des loups terrorise les paysans,. Peu à peu, à partir du milieu du XXe siècle, les parcelles agricoles s'étendent et des forêts de résineux sont plantées pour l'exploitation sylvicole, entraînant la réduction progressive des brandes. On comptait 90 000 hectares de lande dans la Vienne en 1860, contre 5 000 aujourd'hui. 

### Protection
Les « Brandes de Montmorillon » forment un site inscrit au réseau Natura 2000. Des espèces rares y poussent, telles que le Glaïeul d'Illyrie (Gladiolus illyricus), la Phalangère à fleurs de Lis (Anthericum liliago) et la Grassette du Portugal (Pinguicula lusitanica). Elles accueillent aussi des espèces d'oiseaux comme la Fauvette pitchou (Curruca undata), le Circaète Jean-le-Blanc (Circaetus gallicus), le Busard cendré (Circus pygargus) et le Busard Saint-Martin (Circus cyaneus). La Réserve naturelle nationale du Pinail est une autre brande longtemps exploitée pour fournir de la litière pour le bétail, du combustible ou des matériaux pour construire des huttes,.